# عرن ماعزي
العرن الماعزي أو شجرة التيس أو دموع البُسَيْن (باللاتينية: Hypericum hircinum) نوع نباتي ينتمي إلى جنس العرن من الفصيلة العرنية.

## الموئل والانتشار
موطنه بلاد الشام والمغرب العربي وتركيا وقبرص واليونان وإيطاليا.